# Leonhard Helfried von Meggau

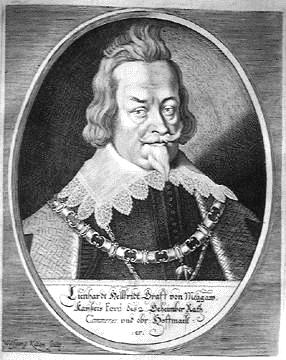
Leonhard Helfried von Meggau

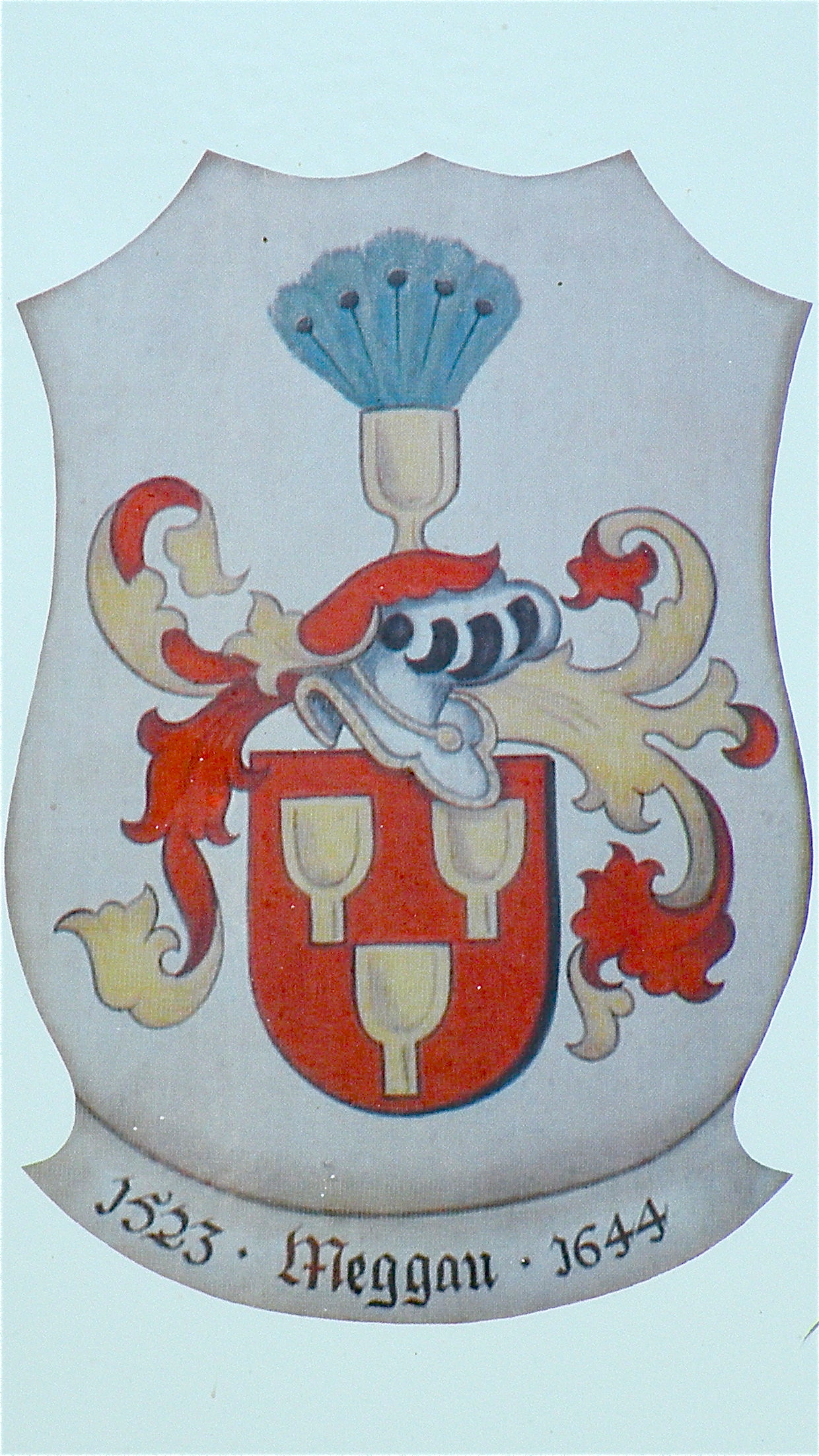
Wappen der Herren von Meggau, Burg Kreuzen

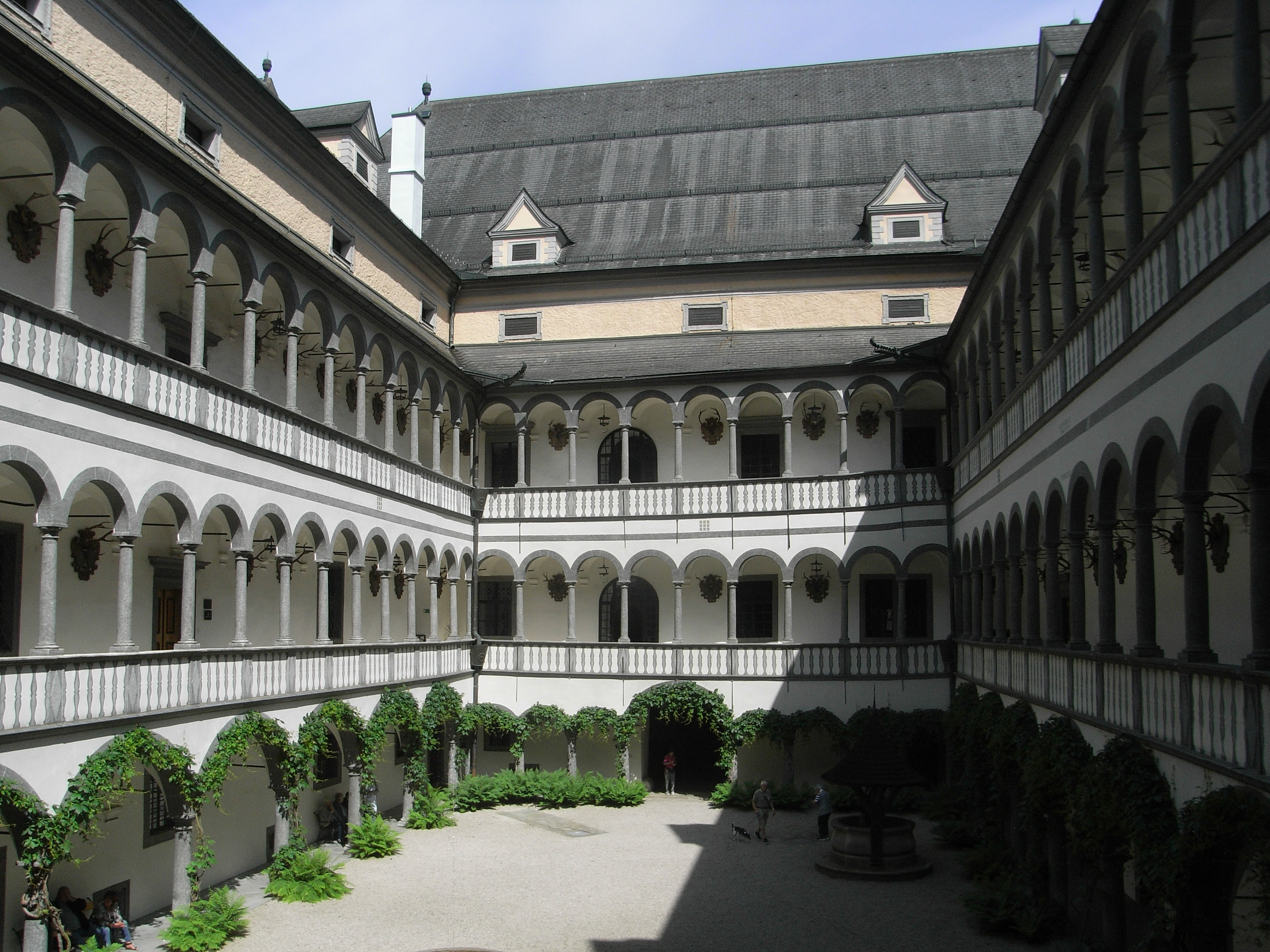
Schloss Greinburg

Leonhard Helfried Freiherr von Meggau (seit 1626 Graf, gelegentlich auch als Leonhard Helfrich von Meggau, Leonhard Hellfried von Meggau oder kurz Leonhard von Meggau geschrieben; * 1577 in Kreuzen; † 1644 auf Schloss Greinburg) stand als Obersthofkämmerer und Obersthofmeister an der Spitze des Wiener Hofes zur Zeit von Kaiser Matthias und Ferdinand II.

## Familie
Die Familie Meggau stammte ursprünglich aus Meißen und stand seit der Zeit Kaiser Maximilians I. im Dienst der Habsburger. Im Gegensatz zu den meist protestantisch gewordenen Adeligen in Niederösterreich blieb die Familie Meggau katholisch. Der Vater war Ferdinand Helfried von Meggau, der unter anderem Landeshauptmann von Oberösterreich war. Die Mutter war Susanna von Harrach. Leonhard selbst war in erster Ehe mit Anna Khuen von Belasy und in zweiter Ehe mit Polyxena von Leiningen verheiratet. Aus den Ehen gingen vier Töchter hervor.

## Leben
Nach dem Abschluss seiner Studien, die er teilweise im Italien absolvierte, wurde er 1595 Mitglied im Hofstaat des Erzherzogs Maximilian. Diesen hat er auch auf dem Feldzug nach Ungarn begleitet. Kurze Zeit später wurde er Kämmerer von Erzherzog Matthias. Im Jahr 1600 wurde er kaiserlicher Rat und niederösterreichischer Regimentsrat. Im Jahr 1607 wurde er Geheimer Rat, Obersthofkämmerer und Verwalter des Amtes eines Obersthofmeisters im Dienst von Erzherzog Matthias. Meggau war einer der engen Vertrauten von Matthias. Er vertrat diesen auf dem Prager Fürstentag von 1610. Vorübergehend verlor er um 1613 das Obersthofmeisteramt, erhielt es aber 1617 zurück. Bis zum Tod des Kaisers war er damit Inhaber der beiden höchsten Hofämter. Auch hatte er die erste Geheimratsstelle inne.
Unter Ferdinand II. verlor er diese herausgehobene Position. Er behielt zunächst nur die Stelle im geheimen Rat. Erst 1621 wurde er zum Statthalter von Niederösterreich ernannt. Ein Jahr später wurde er in den Orden vom Goldenen Vlies aufgenommen. Im Jahr 1624 oder 1626 folgte die erneute Ernennung zum Obersthofmeister. Der Kaiser erhob ihn 1626 in den Grafenstand. Außerdem wurde Meggau zum Erblandhofmeister in Österreich ob der Enns ernannt. Von Rudolf Sprinzenstein erwarb er im Jahr 1626 die Herrschaft und Schloss Greinburg, welches er prachtvoll ausgestalten ließ. Die bedeutendsten Zeugnisse aus dieser Umbauphase sind der Kleine und der Große Rittersaal mit prachtvollen Stuckdecken des Frühbarock, die Schlosskapelle mit dem mehrstöckigen Weihnachtsaltar, sowie die phantastische Sala Terrena – eine künstliche Grotte mit Illusionsarchitektur in Kieselsteinmosaik.
Graf Meggau bildete um 1630 das Zentrum von einem von vier großen Netzwerken am Wiener Hof, die um Einfluss konkurrierten. Er zählte zu den Gegnern Wallensteins. Vielfach wurde er als Gesandter eingesetzt.
Nach dem Tod Ferdinands II. zog sich Meggau auf seine Ländereien zurück. Ferdinand III. holte ihn vorübergehend als „Direktor“ bei der Kaiserin und den Kindern zurück nach Wien.

## Besitzungen
Leonhard von Meggau nutzte seine Position, um seinen Besitz zu mehren, und profitierte insbesondere von der Konfiskationen nach der Niederschlagung des böhmischen Aufstandes. Im Machlandviertel besaß Graf Meggau gegen Lebensende ein Drittel aller Grundherrschaften und Feuerstätten, unter anderem die Herrschaften Kreuzen, Ruttenstein, Grein, Freistadt, Schwertberg, Windegg, Poneggen und Hart. Dazu kamen Maidburg(?), einige Besitzungen in Niederösterreich und die Herrschaft Rabstein in Böhmen. Von seinem Vermögen machte er verschiedene fromme Stiftungen, darunter das Franziskanerkloster Grein.
Ein Großteil seiner Besitzungen kam als Mitgift seiner Töchter Anna Maria und Susanne an die Dietrichsteiner bzw. Starhemberger. 

## Würdigung
- Der 1872 errichtete Stadtbrunnen am historischen Stadtplatz von Grein wurde nach Leonhard Helfried von Meggau benannt (Meggauer Brunnen).